# Megascops hoyi
Megascops hoyi е вид птица от семейство Совови (Strigidae).

## Разпространение
Видът е разпространен в Аржентина и Боливия.